# Varkaus

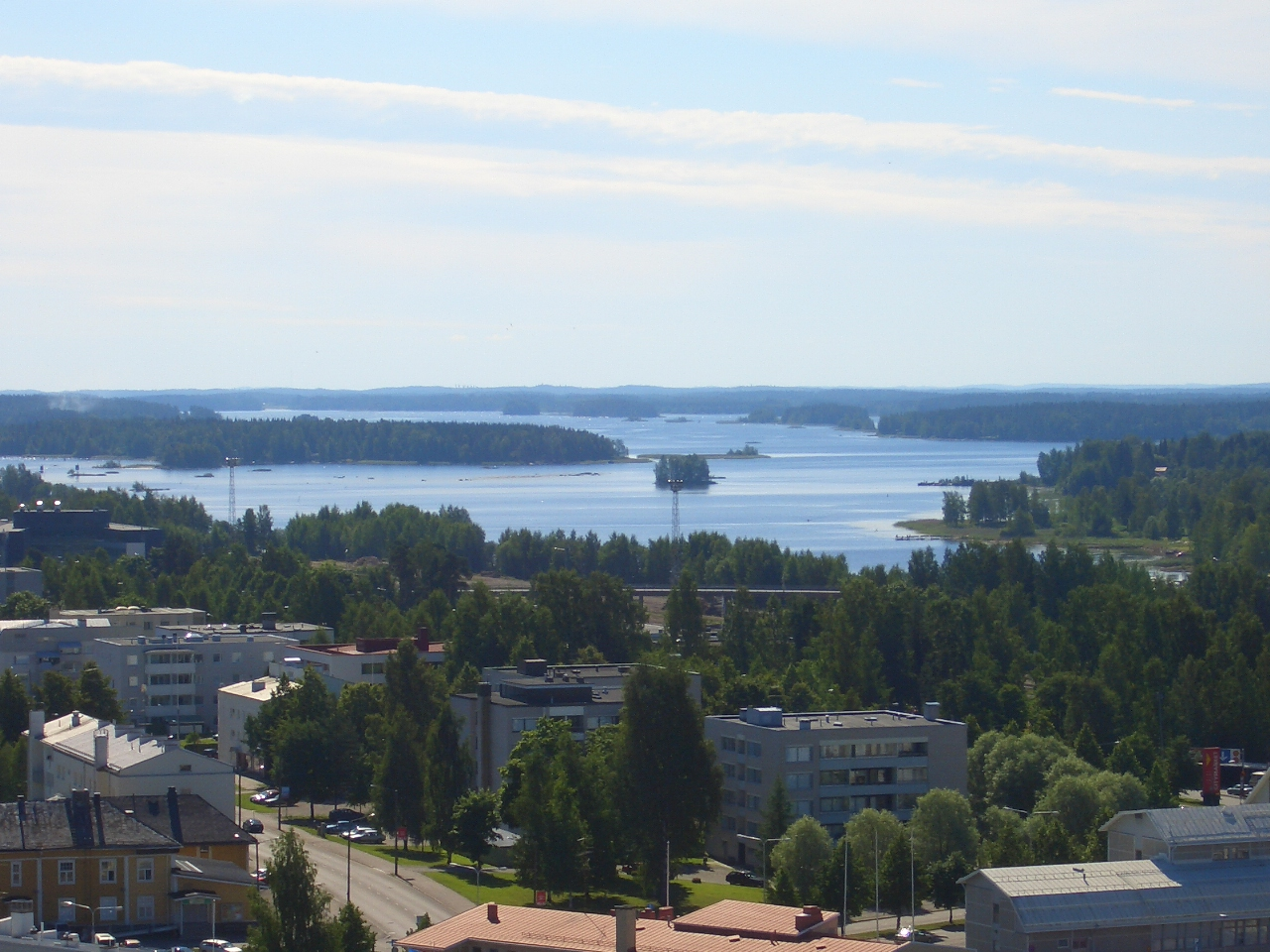
Utsikt över Varkaus.

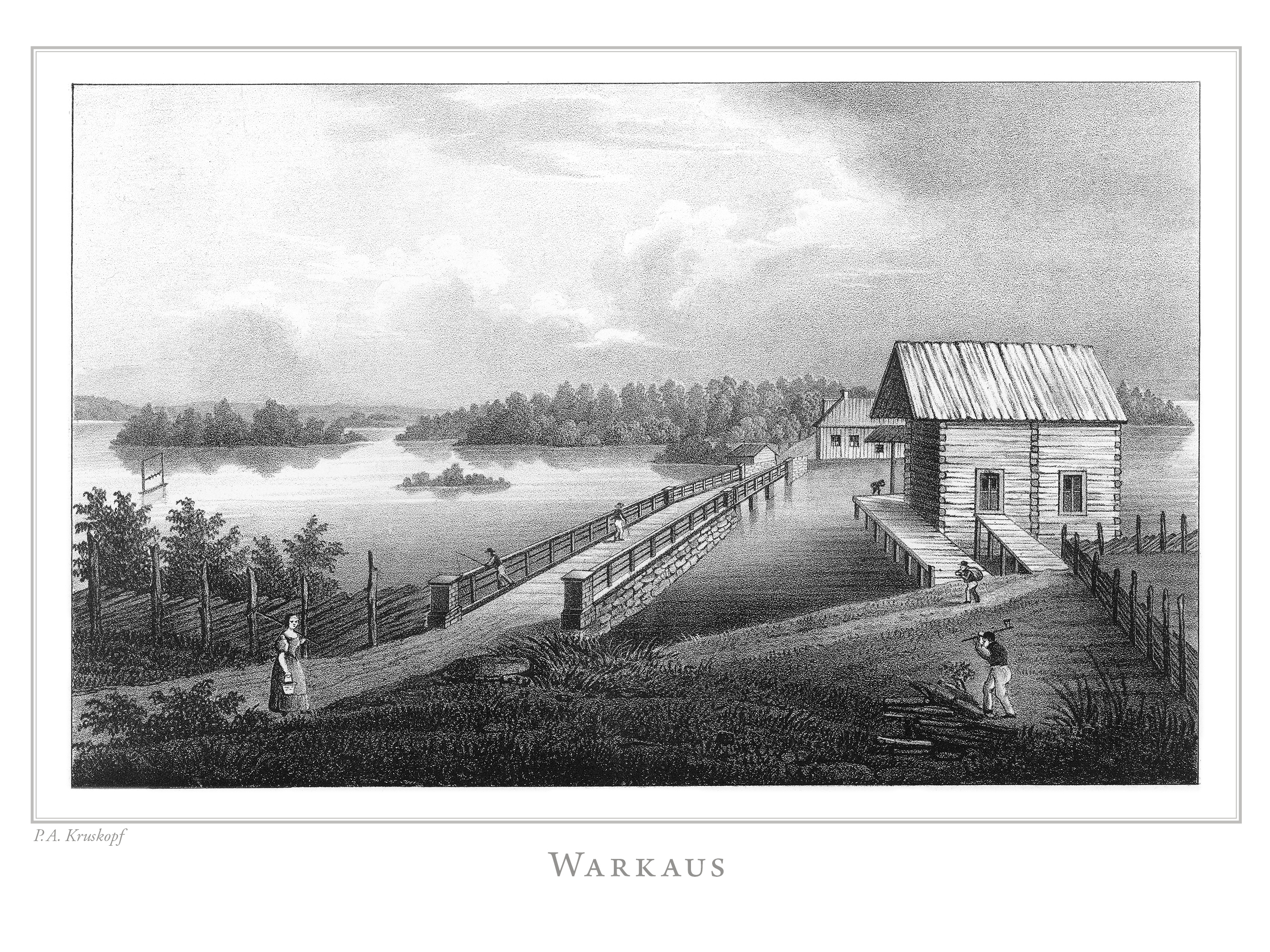
Litografi i Finland framstäldt i teckningar utgiven 1845-1852.

Varkaus är en stad i landskapet Norra Savolax i Finland. Varkaus har cirka 19 973 invånare och har en yta på 524,48 km².
Varkaus är enspråkigt finskt. Staden är dock en så kallad språkö och i staden verkade åren 1919–2019 Svenska skolan i Varkaus. Skolan grundades för att arbetsledande personal vid Varkaus bruk i stor utsträckning förr rekryterades från Sverige och det svensktalande Österbotten. Skolan lades ned 2019 på grund av lågt elevantal.
Varkaus är en utpräglad industristad, som ursprungligen vuxit upp runt det 1815 av Gustaf Wrede grundade Varkaus bruk, ursprungligen framförallt ett järnbruk, med lokal sjömalm som råvara. Under 1700-talet var den garnisonsort för att försvara det svenska rikets östgräns. Det numera Stora Enso-ägda Varkaus bruk, som numera tillverkar framförallt kraftliner (ytskikt till wellpapp), sysselsätter idag (2016) ungefär 400 personer.
Staden ligger vid övre delen av sjön Saimen. Det finns gott om skogar och sjöar runt omkring. Infrastrukturen är väl utvecklad.

## Namn
Ortnamnet Varkaus betyder stöld på finska, men man antar vanligen att det är en folketymologisk förvrängning av ett samiskt ord.[förklaring behövs]

## Administrativ historik
Den 1 januari 2005 slogs Varkaus samman med Kangaslampi förutvarande kommun.

## Styre och politik

### Mandatfördelning i Varkaus stad, valen 1976–2021
| 11 | 17 | 2 | 3 | 2 | 8 |

| 10 | 17 | 2 | 2 | 3 | 9 |

| 9 | 18 |  | 3 | 3 | 9 |

| 8 | 20 | 2 |  | 3 | 9 |

| 8 | 17 | 4 |  | 2 | 3 | 8 |

| 8 | 18 |  |  | 2 | 4 | 9 |

| 7 | 17 |  |  | 2 | 8 | 7 |

| 6 | 17 |  | 5 | 8 | 6 |

| 22 | 21 |

| 5 | 13 |  | 4 | 11 | 9 |

| 27 | 16 |

| 5 | 16 | 4 | 3 | 7 | 8 |

| 27 | 16 |

| 5 | 20 |  | 2 | 3 | 2 | 10 |

| 29 | 14 |

| 5 | 16 | 6 | 3 | 2 | 11 |

| 27 | 16 |

### Vänorter
Varkaus har åtta vänorter:
- Lu'an, Kina
- Nakskov, Danmark
- Petrozavodsk, Ryssland
- Pirna, Tyskland
- Rjukan, Norge
- Rüsselsheim, Tyskland
- Sandvikens kommun, Sverige
- Zalaegerszeg, Ungern

## Befolkningsutveckling
| Befolkningsutvecklingen i Varkaus stad 1975–2020                                                             | Befolkningsutvecklingen i Varkaus stad 1975–2020 | Befolkningsutvecklingen i Varkaus stad 1975–2020 | Befolkningsutvecklingen i Varkaus stad 1975–2020 | Befolkningsutvecklingen i Varkaus stad 1975–2020 |
| --- | ------------------------------------------------ | ------------------------------------------------ | ------------------------------------------------ | ------------------------------------------------ |
| |                                                  |                                                  |                                                  |                                                  |
| År |                                                  |                                                  | Folkmängd                                        |                                                  |
| 1975 | 1975                                             |                                                  | 26 280                                           |                                                  |
| 1980 | 1980                                             |                                                  | 26 554                                           |                                                  |
| 1985 | 1985                                             |                                                  | 26 714                                           |                                                  |
| 1990 | 1990                                             |                                                  | 26 428                                           |                                                  |
| 1995 | 1995                                             |                                                  | 25 930                                           |                                                  |
| 2000 | 2000                                             |                                                  | 24 890                                           |                                                  |
| 2005 | 2005                                             |                                                  | 23 946                                           |                                                  |
| 2010 | 2010                                             |                                                  | 22 777                                           |                                                  |
| 2015 | 2015                                             |                                                  | 21 638                                           |                                                  |
| 2020 | 2020                                             |                                                  | 20 278                                           |                                                  |
| Anm: Uppgifterna avser förhållandena den 31 december nämnda år enligt områdesindelningen den 1 januari 2022. |                                                  |                                                  |                                                  |                                                  |

## Kultur

### Idrott
Den i staden hemmahörande klubben Warkauden Pallo -35 har flera gånger blivit finsk mästare i bandy.
F17-världsmästerskapet i bandy 2019 arrangerades i Varkaus.